# 全身皮肤电子束照射
全身性皮肤电子束照射（Total skin electron beam therapy，TSEBT）是治疗皮肤恶性淋巴瘤的最有效的方法。电子束照射比X射线优越。它的粒子具有较为均匀的能量，在到达深度剂量80%的水平后，其剂量锐减。通过调节设备的不同MeV(百万电子伏特)，可得到临床所需的各种不同的深度剂量曲线，使病变区获得高的照射剂量，而病变下面的正常组织所受到的照射剂量则明显减少，从而使正常组织受到保护。另外电子束治疗，可用于大面积的全身照射，剂量的分布较X线均匀。医用的电子加速器主要是电子感应加速器(betatron)和直线加速器(linear accelerator)，早期也有用静电加速器(electrostatic accelerator)的。感应加速器电子束流低，所以输出量低，故现在一般都是用输出量大的各种类型的直线加速器，它效率高。一般所用的能量在10MeV以下。超过这一能量多用于深部局限性肿瘤的治疗。
电子束全身照射，曾用:二野照射法(前、后或或左、右两面)，四野法(前、后、左、右)，六野法(前、后、左前、左后、右前和右后)，八野法(前、后、左、右和四个斜面)和轮照法(围绕全身旋转照射)。无论用哪种照射方法，目的都是为了使全身所接受的剂量达到均匀一致。但由于人体外形复杂，任何一种照射方法都不能完全达到这一目的。二野法侧面剂量小，只有20%的剂量到达4mm深度；四野法比二野法有改善，但全身剂量的均匀性仍然不满意，六野法在深部7mm以内剂量的均匀性有提高，但在躯体凹陷处剂量较非凹陷处低20%；八野法更使全身剂量均匀，但凹陷处剂量仍较非凹陷处低12%，轮照法在剂量的均匀性方面最好，但电子射束被躯体膨出部分阻碍，使凹陷处的剂量仍少10%。故Tetenes等结论，TSEBT应以轮照法和八野法为佳，此两种方法可以弥补低野照射法所致的凹陷处剂量的不足。
为达到全身均匀一致的剂量，曾报告了一些改良方法。Sewchand等采用六野法，电子射束为摆动式，上下扫描，使表面剂量的一致性在±7%以内。Tetenes等在直线加速器前面加一个由聚乙烯苯制成的扁平滤器，使产生一个不平行的电子射束，在7m远处形成一个2m直径的剖面。表面剂量的一致性为土8%，但因一般人都低于2m，故其垂直方向的剂量变化不超过±5%。照射剂量均以组织吸收剂量拉德(rad)为单位。TSEBT的每个疗程300一3000 rad不等，对草样肉芽肿(MF)特别是肿瘤性损害所用剂量较大。照射野愈多，总剂量也趋于增大。现在都倾向于大剂量治疗。每天照射1~3野，每周照射1一5次不等。对不愈或复发病人可用至3~4个疗程，重复疗程时要间隔2~3个月。通常全身皮肤照射所用的电子束能量在1.5~8MeV之间，源皮距离3~4m，Williams等用可移动的治疗床进行照射，使平均照射距离缩短在1~3m处。电子束的穿透力与电压成正比，通常都掌握80%的剂量在皮肤0.45~1.1m深处。对于能量固定的设备，可加用碳片减速装置来调节电子束的穿透力，例如在能量固定为8MeV直线加速器前面加用2cm厚的碳片，80%的剂量在4.5mm处，碳片厚1.75cm时，80%的剂量在6.5mm处。TSEBT治疗时，眼睛要用铅罩防护。足踱和下肢内侧等隐蔽部位尚需要单独照射。

## 临床应用
TSEBT疗法临床上主要用于全身性表浅肿瘤和全身性皮肤病的治疗。MF是最合适的适应症，其他还有泛发性皮肤淋巴肉瘤、何杰金氏病、皮肤淋巴细胞性白血病、各种类型的红皮病、银屑病、异位性皮炎和播散型神经性皮炎等。最早由Hare等用静电加速器，2.5MeV，治疗5例MF患者，使皮损得到完全消退。Fromer等用同样方法治疗7例良性皮肤病病人，其中剥脱性皮炎3例、播散型神经性皮炎2例、异位性皮炎1例、全身性银屑病1例。除后者中等改善外，其他都明显好转。Szur等用同样加速器治疗泛发性皮肤病9例，其中包括MF 5例、湿疹基础上引起的剥脱性皮炎2例、泛发性银屑病和网织细胞增生性红皮病各1例。照射总量1200一1800 rad，结果对MF和网织细胞增生症均得到很满意的疗效。
自直线加速器应用以来，对MF的报告较多，根据这些报告，疗效是肯定的，在治疗期间症状即见改善，完全缓解者可占半数左右。通过随访观察，其中一部分病例可缓解2一4年，个别可达12年。但TSEBT对MF的疗效，与该病的范围、类型和活动与否有关，也和照射剂量有关。在完全缓解的病人中，就范围来说，局限型所占比例最大(70~80%)，缓解期也长，广泛损害和发展中的病人缓解率低。以类型而言，对湿疹性损害及红皮病型最好，斑块性和苔醉性损害次之，肿瘤较差。在剂量方面，剂量越大缓解率越高，总剂量至少2000rad以上才能获得满意疗效。Theodore等以低于1500rad的剂量治疗的20例中，一个疗程之后只14例治愈，近一半病例需要重复治疗。Fuks等在所治疗的132例中，10Orad完全缓解者只占全部完全缓解者的19%，1000一2000rad的占55%，高于2000rad的占73%，2500rad以上的29例中17例完全缓解。Williams等认为2400rad这一剂量对红皮病和湿疹性损害是合适剂量，对肿瘤则剂量不足，因为它只能穿透0.75~1cm，而肿瘤损害的深度超过这一范围。有内脏和淋巴结受侵者疗效不佳。
除MF外，TSEBT还用于治疗全身性淋巴肉瘤和何杰金氏病等。一般常采用左、右两野照射法。所用剂量远比MF低。根据几篇报告(10一12)以每次10rad，总量100一300rad，所治疗的全身性淋巴肉瘤中，完全缓解率45~69%。疗效也和类型有关，结节性损害效果较好，弥漫性效果差，就5年存活率而言，分化良好者均有效，分化不良的结节性损害78%有效，分化不良的弥漫性损害56%有效。对于伴有白血病性的淋巴肉瘤效果差。TSEBT对大约50%未分化的红皮病有疗效，而对银屑病性红皮病效果差。
总之，TSEBT对MF和全身性淋巴肉瘤的缓解率和存活率接近于当前通用的化疗。Van Scott等以氮芥外用治疗MF，完全缓解率为49%(37/76)。Devita等联合化疗治疗27列进行性弥漫性网织细胞肉130瘤，完全缓解率为40% (11/27)。但由于TSEBT使用方便和病人的耐受性较好，所以作者们认为TSEBT是治疗限于皮肤的淋巴肉瘤和MF早期的有效方法，如果治疗后不能完全缓解，可以再用化疗。许多作者提出对MF和淋巴肉瘤等全身表浅肿瘤，在TSEBT治疗完成后，对残存损害或淋巴结应给予补充局部电子束照射或X线治疗。也有人建议TSEBT和局部外用芥子气或氮芥作联合治疗，可增加限于皮肤的MF的治愈机会，或在TSEBT治疗后不愈患者可再进行化疗或免疫疗法，特别对肿瘤期患者。

## 治疗反应
一般都能耐受。治疗中和治疗后周围血液检查，骨髓抑制并不明显，或者是暂时的、轻微的，只少数病人发生白细胞(特别是淋巴细胞)和血小板的减少。但Huys报告的26例中有5例发生严重骨髓抑制，大多在3个月内恢复正常。皮肤的放射性皮炎和剂量有关，2400ard可能在照射区域发生红斑，毛发和指甲的暂时脱落，但汗腺分泌不受影响。3000rad以上可引起色素沉着和轻度皮肤萎缩，重复疗程常产生皮肤萎缩、干燥、毛细血管扩张和持久性毛发脱落。Price随访了10年前用1000一2800rad剂量所治疗的10例MF患者。他们大多数在治疗中或治疗后发生过放射性皮炎，如红斑、水肿、色素沉着、脱屑、脱毛、指甲脱落、水疱和大疱等，但仅少数发生慢性损害，如皮肤萎缩、毛细血管扩张、皮肤干燥和指甲纵嵴等。还有1例发生基底细胞上皮瘤。晚期皮炎的病理改变主要是表皮萎缩，真皮乳头水肿，毛细血管扩张和真皮上部噬色素细胞沉着。有关TSEBT治疗后引起的恶变问题，文献中报告很少，除Pirce报告10例中有1何发生基底细胞上皮瘤外，Johnson对用TSEBT治疗的淋巴肉瘤病人随访时发现，对淋巴结同时进行补充局部电子束照射的8例病人中，在治疗后5年，有2例发生急性髓性白血病，但单用TSEBT治疗的31例中没有出现髓性增生证据，因此在治疗后能否发生恶性变问题尚未能肯定，有待于继续观察。
此外，Proctor等发现以前用TSEBT治疗过的5例MF患者发生了皮下结节，临床上与皮样囊肿或脂肪瘤相似。病理检查为皮下浸润，其中3例为MF组织象，另两例显示非特异性皮下浸润。前3例发生在治疗后6个月内；后2例发生在治疗后1一25个月。作者解释这一发现可能是由于TSEBT治疗时的深度不够，皮下深处残留的肿瘤细胞团发展所致。因而提醒注意，在TSEBT治疗后的患者很快发生皮下结节就要警惕MF的复发，早期活检并早期给予治疗。